# Burkhard Hackländer
Burkhard Hackländer (* 17. Dezember 1914 in Lüneburg; † 20. Januar 2001) war ein deutscher Seeoffizier, U-Boot-Kommandant im Zweiten Weltkrieg und zuletzt Kapitän zur See der Bundesmarine. Während des Zweiten Weltkriegs kam er zweimal in Kriegsgefangenschaft.

## Leben
Burkhard Hackländer trat 1933 in die Reichsmarine ein und war damit Mitglied der Crew 33. Nachdem er seine Bordausbildung auf unterschiedlichen Schiffen erhalten und unterschiedliche Lehrgänge absolviert hatte, war er von August 1939 bis zum Verlust des Bootes Erster Wachoffizier, Divisions- und Torpedooffizier auf dem Zerstörer Z 13 Erich Koellner. Im April 1940 wurde Z 13 in Narvik selbst versenkt. 155 Besatzungsmitglieder einschließlich Hackländer gingen in norwegische Kriegsgefangenschaft. Als im Juni 1940 Norwegen kapitulierte, kam Hackländer frei.
Von Juli 1940 bis Oktober 1940 war er Chef der Hafenschutzflottille Bergen beim Kommandanten der Seeverteidigung Bergen. Er wurde bis März 1941 zur U-Bootausbildung abkommandiert und war am 1. November 1940 zum Kapitänleutnant befördert worden. Im März/April 1941 belegte er einen Kommandantenlehrgang bei der 24. U-Flottille.

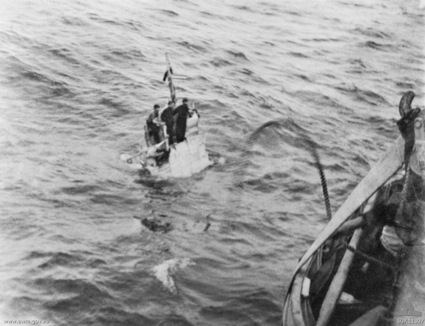
Sinkendes U-Boot U 454 mit Überlebenden, August 1943.

Anschließend kam er zur 7. U-Flottille und erhielt die Baubelehrung für das neue Boot U 454 in Kiel. Vom 24. Juli 1941 an war er Kommandant des Bootes. Mit U 454 torpedierte er am 17. Januar 1942 während der ersten Patrouille den Frachter Harmatris ohne ihn aber zu versenken und versenkte am gleichen Tag den Zerstörer Matabele. Von 238 Mann konnten 2 gerettet werden. Insgesamt führte er 10 Patrouillenfahrten mit U 454 durch. Am 1. August 1943 wurde das Boot dann im Golf von Biskaya durch Wasserbomben eines australischen Flugzeuges versenkt. Hierbei kamen 32 Besatzungsmitglieder ums Leben, wobei Hackländer mit 11 anderen Besatzungsmitgliedern den Untergang des Bootes überlebte. Nach der Rettung ging er als einer von wenigen Offizieren der Wehrmacht ein zweites Mal während des Krieges nun in britische Kriegsgefangenschaft.
Hackländer kam zur Bundesmarine und war von Oktober 1960 bis Oktober 1962 als Fregattenkapitän Nachfolger von Fregattenkapitän Herwig Collmann Kommandant der Schulfregatte Graf Spee.
Von April 1964 bis Oktober 1965 war er Chef des Stabes des Marinewaffenkommandos. Anschließend war er wieder als Nachfolger für Kapitän zur See Herwig Collmann für ein Jahr Kommandant des Schulschiffs Deutschland.
Von Mitte 1968 bis September 1970 war er Kommandeur des Flottendienstgeschwaders und anschließend bis März 1973 Kommandeur des Marinestützpunktkommandos Kiel. Über seine weitere Verwendung ist nichts bekannt.
Am 18. Juli 1973 erhielt er das Verdienstkreuz 1. Klasse.